# Kerby Joseph
(en) Statistiques sur pro-football-reference
Kerby Joseph (né le 14 novembre 2000 à Orlando dans l'État de la Floride aux États-Unis) est un sportif professionnel américain de football américain jouant au poste de safety dans la National Football League (NFL) depuis la saison 2022 pour la franchise des Lions de Détroit.
Au niveau universitaire, il a joué pendant quatre saisons pour le Fighting Illini de l'université de l'Illinois à Urbana-Champaign dans la NCAA Division I FBS avant d'être sélectionné lors du troisième tour de la draft 2022 par les Lions.

## Biographie

### Jeunesse et carrière universitaire
Joseph est considéré au sortir du lycée comme une recrue trois étoiles. Recevant des offres de cinq institutions de la NCAA Division I FBS ainsi que deux de divisions inférieures, il choisit le Fighting Illini de l'Illinois plutôt que Mississippi State, South Florida, Florida Atlantic ou Syracuse. Bien que natif de Floride, il justifie son choix par son désir de  vivre de nouvelles expérience dans une nouvelle région.
Initialement recruté pour le poste de cornerback, Joseph fait quelques essais en tant que wide receiver à Illinois. Lors de sa quatrième saison avec le Fighting Illini, il est replacé au poste de safety où il performe. Il est ainsi sélectionné dans la première équipe de la Big Ten Conference. Il est classé à égalité meilleur joueur du championnat au nombre d'interceptions.
En fin de saison, il se déclare éligible pour la draft 2022. Reconnu pour sa capacité à provoquer des revirements, il est cependant ralenti par sa stature et sa vitesse, ce qui le classe un peu sous les standards de la NFL. Il est ainsi sélectionné en 97e choix global lors du 3e tour de la draft par la franchise des Lions de Détroit,.

### Carrière professionnelle
Joseph commence sa carrière avec les Lions en unités spéciales. Après trois semaines, il est désigné titulaire au poste de safety et le reste toute la saison 2022. Il devient le premier rookie de l'histoire de la NFL à intercepter sur une saison trois tentatives de passe du quarterback Aaron Rodgers.
L'entraîneur principal Dan Campbell, le désigne titulaire au poste de strong safety pour la saison 2023 où il est associé à C. J. Gardner-Johnson,. Il rate deux matchs à la suite d'une blessure aux ischio-jambiers ((semaines 3 et 4). Il dispute son premier match de série éliminatoire le 14 janvier 2024 lors de la victoire 24 à 23 sur les Rams en tour de wild card, totalisant deux plaquages en solo et une passe déviée. Après avoir battu les Buccaneers 31 à 23, les lions perdent en finale de conférence 34 à 31 contre les 49ers, match où il totalise six plaquages (dont 4 en solo).
Pour la saison 2024, il est associé avec Brian Branch en tant que titulaires au poste de free safety. Ce tandem devient rapidement l'un de meilleurs de la ligue, Joseph couvrant le milieu du terrain et Branch tentant de perturber le jeu des adversaires. Joseph est l'un des meilleurs joueurs à sa position sur la saison et mène la ligue au nombre d'interceptions. Non sélectionné pour le Pro Bowl, il est cependant désigné dans la première équipe All-Pro.
En avril 2025, Joseph signe une extension de contrat de quatre ans pour un montant de 86 millions de $ avec les Lions, devenant le safety le mieux payé de la ligue.

## Statistiques
| Année       | Équipe                        | Statut      | MJ |       | Plaquages | Plaquages | Plaquages | Plaquages |       | Interceptions | Interceptions | Interceptions | Interceptions |  | Fumbles | Fumbles |
| Année       | Équipe                        | Statut      | MJ | Total | Seul      | Ast.      | Sacks     | Nb.       | Yards | Déf.          | TD            | Nb.           | Rec.          |  |         |         |
| 2018        | Fighting Illini de l'Illinois | Fr.         | 10 | 9     | 8         | 1         | 0,0       | 0         | 0     | 1             | 0             | 0             | 0             |  |         |         |
| 2019        | Fighting Illini de l'Illinois | So.         | 10 | 30    | 13        | 17        | 0,0       | 0         | 0     | 3             | 0             | 0             | 0             |  |         |         |
| 2020        | Fighting Illini de l'Illinois | Jr.         | 7  | 19    | 12        | 7         | 0,0       | 0         | 0     | 0             | 0             | 0             | 0             |  |         |         |
| 2021        | Fighting Illini de l'Illinois | Sr.         | 12 | 57    | 41        | 16        | 1,0       | 5         | 12    | 2             | 0             | 0             | 3             |  |         |         |
| Totaux NCAA | Totaux NCAA                   | Totaux NCAA | 39 | 115   | 74        | 41        | 1,0       | 5         | 12    | 6             | 0             | 0             | 3             |  |         |         |

| Année      | Équipe           | MJ |                | Plaquages      | Plaquages      | Plaquages      | Plaquages      |                | Interceptions  | Interceptions  | Interceptions | Interceptions |  | Fumbles | Fumbles |
| Année      | Équipe           | MJ | Total          | Seul           | Ast.           | Sacks          | Nb.            | Yards          | Déf.           | TD             | Nb.           | Rec.          |  |         |         |
| 2022       | Lions de Détroit | 17 | 82             | 55             | 27             | 0,0            | 4              | 070            | 08             | 0              | 2             | 1             |  |         |         |
| 2023       | Lions de Détroit | 15 | 82             | 69             | 13             | 0,0            | 4              | 037            | 11             | 0              | 0             | 0             |  |         |         |
| 2024       | Lions de Détroit | 17 | 83             | 48             | 25             | 0,0            | 9              | 099            | 12             | 1              | 0             | 0             |  |         |         |
| 2025       | Lions de Détroit | ?  | Saison à venir | Saison à venir | Saison à venir | Saison à venir | Saison à venir | Saison à venir | Saison à venir | Saison à venir | ?             | ?             |  |         |         |
| Totaux NFL | Totaux NFL       | 49 | 247            | 182            | 65             | 0,0            | 17             | 206            | 31             | 1              | 2             | 1             |  |         |         |

| Année      | Équipe           | MJ |       | Plaquages | Plaquages | Plaquages | Plaquages |       | Interceptions | Interceptions | Interceptions | Interceptions |  | Fumbles | Fumbles |
| Année      | Équipe           | MJ | Total | Seul      | Ast.      | Sacks     | Nb.       | Yards | Déf.          | TD            | Nb.           | Rec.          |  |         |         |
| 2023       | Lions de Détroit | 3  | 10    | 8         | 2         | 0,0       | 0         | 0     | 2             | 0             | 0             | 0             |  |         |         |
| 2024       | Lions de Détroit | 1  | 06    | 6         | 0         | 0,0       | 0         | 0     | 0             | 0             | 0             | 0             |  |         |         |
| Totaux NFL | Totaux NFL       | 4  | 16    | 14        | 2         | 0,0       | 0         | 0     | 2             | 0             | 0             | 0             |  |         |         |

## Record de franchise
- Plus grand nombre d'interceptions au cours des trois première saisons (deouis 1970) : 17